# Rhododactyla micra
Rhododactyla micra är en fjärilsart som beskrevs av George Francis Hampson 1926. Rhododactyla micra ingår i släktet Rhododactyla och familjen nattflyn. Inga underarter finns listade.